# Ларс Бергер
Ларс Бергер (на норвежки: Lars Berger) е норвежки биатлонист и ски бегач трикратен световен шампион и сребърен медалист от Олимпиадата във Ванкувър в ски бягането и многократен медалист от световните първенства по биатлон. По-малката му сестра Тура Бергер също е олимпийска и четирикратна световна шампионка по биатлон.
Започва да тренира ски бягане на шест годидшна възраст, но по-късно решава да се съсредоточи върху биатлона. Състезава се за норвежкия национален отбор по биатлон от 2001 г. като още от началото демонстрира изключително бързо ски бягане, но нестабилната му стрелба не му позволява да постигне добри резултати. Най-успешният му сезон в биатлона е 2003—2004 когато печели няколко състезания и завършва на пето място в крайното класиране.
Бергер винаги е подчертавал, че за него биатлонът е на първо място, но по-големите му успехи са в ски бягането. Печели първия си златен медал на световния шампионат по северни дисциплини в Оберстдорф 2005 г. с норвежката щафета 4x10 km а през 2007 г. на световния шампионат в Сапоро печели златото в индивидуалното бягане на 15 km и в щафетата 4x10 km. Печели състезание през 2013 година в Световната купа по биатлон. Това е негова седма победа, като всичките му такива са в дисциплината спринт.